# Olivier Sers
Pour les articles homonymes, voir Sers.
Olivier Sers, né en 1943 à Paris, est un avocat, essayiste et traducteur français .

## Biographie
Né le 30 mars 1943 à Paris, Olivier Sers, qui fut appréhendé par la police dans le cadre de ses activités militantes en juin 1962, a été « proche du complot » ayant conduit à l'attentat du Petit-Clamart.
Il est titulaire d'un certificat de licence d'histoire ancienne.
Avocat au barreau de Paris de 1966 à 2006 , il a été premier secrétaire de la Conférence du stage en 1968-69 .
Menant en parallèle auprès des éditions Les Belles Lettres depuis le milieu des années 1990 une activité renouvelant l'approche de la traduction des classiques latins, rajeunissant et rendant accessibles les textes diffusés en livres de poche, il a traduit, outre des auteurs de la Rome républicaine et impériale, des poètes néo-latins de la Renaissance, tels Jean Second et Michel Marulle, et une partie des Adages d'Érasme publiés en 2011 sous l'impulsion de Jean-Christophe Saladin. À l'exception de celle de Juvénal, toutes ses traductions de poètes latins sont établies vers pour vers.

## Ouvrages
- Éloge de Stephen Hecquet, Paris, imprimé aux frais de l'Ordre des avocats, 1969
- Avec Martine Fell et Laurent Zeidenberg, Les 1000 questions à l'avocat, Paris, Hachette, 1988  (ISBN 2-01-013041-3).
- Avec Richard Crone et Martine Fell, Encyclopédie pratique de vos droits, Paris, Hachette, 1996  (ISBN 2-01-236144-7).
- Bastien-Thiry, Grez-sur-Loing, Pardès, 2018.

### Traductions
Olivier Sers est l'auteur des préfaces, commentaires et appareils critiques de chaque ouvrage traduit.
- Pétrone, Satiricon, Paris, Les Belles Lettres, coll. « Classiques en poche bilingue », 2001, 332 p. (ISBN 978-2-251-79965-0)
- Juvénal, Satires, 2002
- Catulle, Le Roman de Catulle, 2004
- Jean Second et Michel Marulle, Les Baisers et Épigrammes, 2006
- Apulée, Les Métamorphoses ou l'Âne d'or, 2007
- Ovide, Les Métamorphoses, 2009
- Sénèque, Tragédies, 2011
- Lucrèce, De la nature, 2012
- Virgile, L'Énéide, 2015
- Ovide, De l'Amour (Les Amours, L'Art d'aimer, Les Remèdes à l'amour), 2016
- Ovide, Contre Ibis, 2017
- Érasme, Les Colloques : Dialogues de la vie courante, propres non seulement à polir le langage de la jeunesse mais à édifier ses mœurs, éd. complète bilingue, texte établi d'après l'édition critique d'Amsterdam, 1972, émendé, présenté et traduit par Olivier Sers, et révisé par Danielle Sonnier., Paris, Les Belles Lettres, coll. « Le Miroir des Humanistes », 1372 p., 2024  (ISBN 978-2251456249)